# Alstonia
Alstonia is een geslacht van groenblijvende bomen en struiken uit de maagdenpalmfamilie (Apocynaceae). Het geslacht kent een wijd verspreidingsgebied, de soorten komen voor in tropisch en subtropisch Afrika, Mexico en Centraal-Amerika, Zuidoost-Azië, Polynesië en Australië. De meeste soorten uit dit geslacht komen voor in Maleisië.

## Soorten
- Alstonia actinophylla (A.Cunn.) K.Schum.
- Alstonia angustifolia Wall. ex A.DC.
- Alstonia angustiloba Miq.
- Alstonia annamensis (Monach.) Sidiyasa
- Alstonia balansae Guillaumin
- Alstonia beatricis Sidiyasa
- Alstonia boonei De Wild.
- Alstonia boulindaensis Boiteau
- Alstonia breviloba Sidiyasa
- Alstonia congensis Engl.
- Alstonia constricta F.Muell.
- Alstonia coriacea Pancher & S.Moore
- Alstonia costata (G.Forst.) R.Br.
- Alstonia curtisii King & Gamble
- Alstonia deplanchei Van Heurck & Müll.Arg.
- Alstonia guangxiensis D.Fang & X.X.Chen
- Alstonia iwahigensis Elmer
- Alstonia lanceolata Van Heurck & Müll.Arg.
- Alstonia lanceolifera S.Moore
- Alstonia legouixiae Van Heurck & Müll.Arg.
- Alstonia lenormandii Van Heurck & Müll.Arg.
- Alstonia longifolia (A.DC.) Pichon
- Alstonia macrophylla Wall. ex G.Don
- Alstonia mairei H.Lév.
- Alstonia muelleriana Domin
- Alstonia neriifolia D.Don
- Alstonia odontophora Boiteau
- Alstonia parkinsonii (M.Gangop. & Chakrab.) Lakra & Chakrab.
- Alstonia parvifolia Merr.
- Alstonia penangiana Sidiyasa
- Alstonia pneumatophora Backer ex Den Berger
- Alstonia quaternata Van Heurck & Müll.Arg. -
- Alstonia rostrata C.E.C.Fisch.
- Alstonia rubiginosa Sidiyasa
- Alstonia rupestris Kerr
- Alstonia scholaris (L.) R.Br.
- Alstonia sebusi (Van Heurck & Müll.Arg.) Monach.
- Alstonia spatulata Blume
- Alstonia spectabilis R.Br.
- Alstonia sphaerocapitata Boiteau
- Alstonia venenata R.Br.
- Alstonia vieillardii Van Heurck & Müll.Arg.
- Alstonia vietnamensis D.J.Middleton
- Alstonia yunnanensis Diels

Aganonerion · 
Acokanthera · 
Adenium · 
Aganosma · 
Allamanda · 
Alstonia · 
Alyxia · 
Amalocalyx · 
Anodendron · 
Apocynum .
Asclepias · 
Baharuia · 
Baissea · 
Beaumontia ·
Caralluma · 
Carissa · 
Catharanthus · 
Cerbera · 
Ceropegia (lantaarnplanten) · 
Chonemorpha · 
Cleghornia · 
Cynanchum · 
Dewevrella ·
Dischidia ·
Ditassa  ·
Echites · 
Elytropus · 
Epigynum · 
Eucorymbia · 
Forsteronia · 
Hoodia · 
Hoya · 
Hylaea · 
Huernia · 
Ichnocarpus · 
Ixodonerium · 
Kopsia · 
Landolphia · 
Lhotzkyella · 
Macroditassa · 
Mandevilla · 
Manothrix · 
Margaretta · 
Marsdenia · 
Matelea · 
Melinia ·
Melodinus  · 
Merrillanthus · 
Metaplexis · 
Metastelma · 
Microdactylon · 
Microloma · 
Miraglossum · 
Mitostigma · 
Morrenia · 
Motandra · 
Nautonia · 
Neoschumannia · 
Nephradenia · 
Notechidnopsis · 
Odontadenia · 
Odontanthera · 
Oncinema · 
Oncostemma · 
Ophionella · 
Orbea · 
Orbeanthus · 
Orbeopsis · 
Orthanthera · 
Orthosia · 
Oxypetalum · 
Oxystelma · 
Pachycarpus · 
Pachycymbium · 
Pachypodium · 
Papuechites · 
Parameria · 
Parapodium · 
Parepigynum · 
Parsonsia · 
Pectinaria · 
Pentacyphus · 
Pentarrhinum · 
Pentasachme · 
Pentastelma · 
Pentatropis · 
Peplonia · 
Pergularia · 
Periglossum · 
Petopentia · 
Pherotrichis · 
Philibertia · 
Piaranthus · 
Pleurostelma · 
Plumeria · 
Pseudolithos · 
Quaqua · 
Quisumbingia · 
Raphistemma · 
Raphionacme · 
Rauvolfia · 
Rhyncharrhena · 
Rhyssolobium · 
Rhyssostelma · 
Rhytidocaulon · 
Riocreuxia · 
Rojasia · 
Sarcolobus ·
Sarcostemma · 
Schistogyne · 
Schistonema · 
Schubertia · 
Secamone · 
Secamonopsis · 
Seutera · 
Sindechites · 
Sisyranthus · 
Solenostemma · 
Sphaerocodon · 
Stapelia · 
Stapelianthus · 
Stapeliopsis · 
Stathmostelma · 
Stenomeria · 
Stenostelma · 
Stigmatorhynchus · 
Schizozygia · 
Tacazzea · 
Tectiphiala · 
Trachelospermum · 
Urceola · 
Vallariopsis · 
Vinca (maagdenpalm) · 
Vincetoxicum (engbloem)